# Glaphyra diasema
Glaphyra diasema är en skalbaggsart som beskrevs av Holzschuh 1999. Glaphyra diasema ingår i släktet Glaphyra och familjen långhorningar.
Artens utbredningsområde är Laos. Inga underarter finns listade i Catalogue of Life.